# Bunun
Bunun (Bunum, Vonum, Vunun; chiń. 布農; pinyin Bùnóng) – rdzenna grupa etniczna zamieszkująca Tajwan, zaliczana do Aborygenów tajwańskich. Ich liczebność wynosi współcześnie około 42 tysiące osób. Posługują się własnym językiem bunun, należącym do grupy tajwańskiej języków austronezyjskich.
Siedziby Bunun zlokalizowane są w górskich regionach środkowego Tajwanu (powiaty Hualian i Taidong, częściowo Nantou, Pingdong i Kaohsiung). Dzielą się na 6 grup etnograficznych, różniących się od siebie kulturą i dialektem: Takbanuath, Takebaka, Takedoto, Takevatan, Takopulan i Isibukun. Najliczniejszą spośród nich jest Isibukun, Takopulan ulegli natomiast daleko idącej asymilacji.
Tradycyjne społeczeństwo Bunun oparte było na zasadach patrylinearności i patrylokalności, rodzina miała charakter monogamiczny.
W przeszłości byli plemieniem wojowniczym, znani byli jako łowcy głów. Tradycyjnie uprawiali gospodarkę wypaleniskową. Od czasu japońskich rządów na Tajwanie zaadaptowali uprawę ryżu. Charakterystyczne dla kultury Bunun było rytualne usuwanie zębów jako oznaka osiągnięcia dorosłości lub pozycji społecznej.
Tradycyjna religia Bunun miała charakter animistyczny, każde zwierzę, roślina i obiekt naturalny posiadały w niej swojego ducha zwanego hanido. Ludzie natomiast posiadali dwa hanido, dobrego i złego. Złe hanido mogły być ujarzmione przez szamana. Wierzono także, iż w niebie mieszka potężny duch dehanin, kontrolujący zjawiska pogodowe. Współcześnie w znacznej mierze nawrócili się na chrześcijaństwo. Śladem pierwotnych wierzeń jest stosowana przez Bunun terminologia religijna, w której chrześcijański Bóg Ojciec nazywany jest dehanin, zaś Szatan hanido.